# Clas Bjerkander
Clas Bjerkander, född 23 september 1735 i Bjärka socken vid Skara, död 1 augusti 1795 i Grevbäcks socken, var en svensk naturforskare och präst (prost).
Clas Bjerkander studerade vid Uppsala universitet 1758–59 och prästvigdes 1761. Han blev komminister i Götene församling 1763 och befordrades 1785 till kyrkoherde i Grevbäcks församling. År 1792 blev han prost. 
Redan som gymnasist började han föra dagböcker över allt märkligt, som mötte honom i naturen, och han fortsatte dessa anteckningar ända till sin död. En otroligt stor mängd dylika anteckningar och uppsatser (enligt uppgift omkring 100 000) inlämnade han till åtskilliga tidningar och tidskrifter, framförallt till Vetenskapsakademiens Handlingar. I dessa finns 49 avhandlingar av hans hand. 
Han invaldes 1778 till ledamot nummer 214 av Vetenskapsakademien. Insektsarten Pyralis bjerkandriana och svampsläktet Bjerkandera är uppkallade efter honom. 
Från 1767 var han gift med Elisabeth Kinnborg.
Auktorsnamnet Bjerk. kan användas för Clas Bjerkander i samband med ett vetenskapligt namn inom botaniken; se Wikipediaartiklar som länkar till auktorsnamnet.